# Maéva Clémaron
Maéva Clémaron (Vienne, Francia; 10 de noviembre de 1992) es una futbolista francesa que juega como mediocampista para el Tottenham Hotspur de la FA Women's Super League de Inglaterra. Anteriormente ha jugado en la Division 1 Féminine de Francia con el AS Saint-Étienne y el FC Fleury 91.
Formó parte de la selección de Francia en la Copa Mundial de 2019.